# Final Destination 3
(Tagline del film.)
Final Destination 3 è un film del 2006 diretto da James Wong. È il terzo film della saga "Final Destination".
La pellicola vede come protagonista Mary Elizabeth Winstead.

## Trama
Per festeggiare l'ultimo anno di scuola, Wendy e i suoi amici si recano ad un parco di divertimenti. Mentre il gruppo di amici sale sulle montagne russe, Wendy ha una visione premonitrice in cui sono protagonisti lei e i suoi compagni; in cui una serie di avvenimenti portano al deragliamento del trenino e alla morte di tutti gli occupanti.
Wendy, terrorizzata dalla visione urla e si dibatte per scendere. Altri nove ragazzi, alcuni spaventati, altri diffidenti, riescono ad andare via con lei. Poco dopo, l'incredibile visione della ragazza accade: l'attrazione cede, causando la morte immediata di tutti coloro che vi erano saliti, compreso il fidanzato di Wendy.
La morte torna a saldare il conto con i sopravvissuti, ma questi stavolta hanno una possibilità in più: Wendy scopre che nelle foto che ha scattato la sera prima dell'incidente è possibile trovare degli indizi su come queste persone rischieranno di morire e insieme al suo amico Kevin, superstite dell'incidente sulle montagne russe, fa di tutto per salvare i suoi amici dal loro destino.
Le prime a morire sono Ashley e Ashlyn, che rimangono bloccate in due lettini abbronzanti mal funzionanti, fino ad ustionarsi e a bruciare vive. Frankie, il secondo della lista, viene ucciso dalla ventola del motore di un'auto colpita da un camion senza freni, a causa della quale il suo cranio verrà schiacciato. Lewis morirà in palestra a causa di due pesi che gli schiacciano la testa. Poco dopo una sparachiodi uccide Erin. A questo punto Wendy si rende conto che anche sua sorella Julie, assieme a una sua amica, Perry, erano sulla giostra quella sera. Durante un centenario della città in cui vivono, Perry viene trafitta da una bandiera, morendo all'istante, mentre Ian, nel tentativo di salvarsi facendo morire Wendy, Kevin e Julie, verrà schiacciato da un cartellone. I tre ragazzi, convinti che Ian li abbia salvati dal piano della morte, si ritrovano pochi mesi dopo sul vagone di una metropolitana, Wendy avrà di nuovo una previsione, la stessa che ebbe prima di salire sulla giostra: il treno deraglierà e moriranno tutti. Purtroppo, nonostante i tentativi non riusciranno a fermare il convoglio, e la Morte concluderà il suo progetto.

## La serie
Come negli altri due Final Destination, molti dei cognomi dei protagonisti sono quelli di famosi registi horror (Christensen, Fischer, Ulmer, Romero, Freund, Halperin). Fa eccezione Ian, che deve il proprio cognome a William McKinley, presidente repubblicano assassinato nel 1901. Anche la città nella quale è ambientato il film e il liceo frequentato dai protagonisti si chiamano McKinley.
Come nei due film precedenti, anche in questo è presente una musica che tormenta il protagonista. Si tratta di Turn Around, Look At Me, che viene suonata improvvisamente in tre momenti diversi, avvertendo Wendy del pericolo imminente.
Grazie agli extra della versione americana - in cui è possibile modificare in maniera interattiva la vicenda - si possono modificare le circostanze della morte dei personaggi e anche decidere del destino di Kimberly Corman e Thomas Burke, i due superstiti di Final Destination 2. Se si sceglie una particolare opzione, si scopre che i due sono stati risucchiati da un macchinario agricolo (wood chipper) difettoso posseduto dall'agricoltore del secondo film, mentre cercavano di fuggire dall'auto impazzita posseduta dallo sfortunato vincitore della lotteria del precedente film. Il certificato di morte è stato firmato dalla dottoressa Kalarjian che, nel secondo film, sembrava dovesse essere la chiave per sopravvivere al piano della morte. Kimberly e Thomas s'erano incontrati di nuovo per caso ed erano tormentati dal ricordo dell'incidente tanto che Kimberly aveva lasciato gli studi e a Thomas era stato assegnato un posto dietro una scrivania.

## Curiosità
- Nella scena in cui Frankie Cheeks muore, il camion che blocca i due protagonisti in una morsa mortale porta il logo della "Pale Ale", marca di birra già vista su un identico camion sull'autostrada prima del mortale scontro in Final Destination 2.
- Nella scena finale, in cui Wendy Christensen cerca di scendere dal vagone della metropolitana nel quale poi morirà, si nota che il numero dello stesso vagone è il numero 081, subito dopo lei lo vedrà attraverso uno specchio leggendo quindi 180 come il numero dell'aereo in Final Destination.
- Alcune settimane dopo gli eventi del luna park, Kevin racconta a Wendy gli avvenimenti accaduti sul volo 180 di 6 anni prima (2000).